# Ejido de Jesús María Segunda Sección
Ejido de Jesús María Segunda Sección är en ort i Mexiko.   Den ligger i kommunen Villa Victoria och delstaten Mexiko, i den sydöstra delen av landet, 80 km väster om huvudstaden Mexico City. Ejido de Jesús María Segunda Sección ligger 2 607 meter över havet och antalet invånare är 243.
Terrängen runt Ejido de Jesús María Segunda Sección är platt åt sydost, men åt nordväst är den kuperad. Runt Ejido de Jesús María Segunda Sección är det ganska tätbefolkat, med 214 invånare per kvadratkilometer. Närmaste större samhälle är Sitio Ejido, 2,0 km öster om Ejido de Jesús María Segunda Sección. Trakten runt Ejido de Jesús María Segunda Sección består till största delen av jordbruksmark.